# 中西宏文
中西宏文（なかにし　ひろふみ　1962年6月27日- ）は滋賀県甲賀市出身のボートレーサー。滋賀県立水口高等学校卒業。
登録番号3123。身長160cm。血液型O型。53期。滋賀支部所属。同期に元競艇選手、現ボートレーサー養成所教官の占部彰二がいる。

## 来歴
- 1983年11月、びわこ競艇場の一般競走でデビューで、初出走、2走目ともに1着。
- 1986年12月、平和島 第一回新鋭王座決定戦で、G1初出場。
- 1988年10月、びわこ 一般競走で初優勝。
- 1999年、前期勝率7.54、複勝率64％を記録
- 1999年7月、若松オーシャンカップでSG初出場[1]。

## 人物・エピソード
- 高校時代、レスリング部に所属し、フリースタイル48kg級で県大会優勝。国体、インターハイ出場。同期に元小結三杉里がいる。
- 1982年10月、モーターボート選手本栖研修所に入所。
- 1982年11月、同研修所で撮影が行われた読売テレビ「びっくり日本新記録」全身ふんばり壁のぼり競走に特別出場し、16m54cmで第二位となる。
- 2002年4月、関西公営競技（競馬、競艇、競輪）選手によるチャリティ球技大会【K-3】を主催し、その後定期的に開催[2]。3競技選手交流の足がかりを作る。
- 2011年4月、東日本大震災の復興募金活動をK-3で行う[3]。
- 2020年、コロナ禍で苦慮する元ボートレーサが経営する飲食店のほか、ホテル、旅館、農園、ジムなどの紹介活動を始める。